# Črtice (Cankar)
Črtice so delo Ivana Cankarja iz leta 1914.

## Seznam črtic
- Ottakring
- Zgodba o poštenosti
- Zgodba o nepoštenosti
- Ciganska sirota
- Z druge plati
- Menice
- Nenapisani romani
- Sošolec Tone
- Ponočni spomini
- Listje
- Majska noč
- Črtice
- Melodije
- Grobovi
- Stric Šimen
- Sedmina
- Tuje življenje
- Gudula
- Petkovškov obraz
- Domače ognjišče
- Večer na vrtu
- Krpa na čevlju
- Spremljevalec
- Pogled iz škatlice
- Utrinek iz mladosti
- Opereta
- Krčma ob cesti

## Vsebina

### Krpa na čevlju
Mrva je pripovedoval, kako se mu je godilo kot mlademu učitelju. Ni pretakal veliko solz ob svoji revščini, saj je takrat še ni prav občutil. Neko zimo je razmišljal, kako bi se dokopal do spodobni čevljev. Ni si hotel naročiti novega para čevljev, ampak je dal popraviti stare čevlje. Naslednji dan so učenci v šoli opazili veliko krpo na čevlju, zaradi česar ga je postalo sram. Razmišljal je, koga vse je že srečal in kdo vse je to krpo že videl. Spomnil se je, da je srečal »njo« in da je verjetno videla krpo. Spraševal se je, ali so ljubezen, spoštovanje, zaupanje odvisni od ene krpe na čevlju. Spomnil se je tudi, da ga je videl nadučitelj in da on sodi človeka po krpah in zaplatah. Čim večja je krpa, tem manjši je zanj človek. Razmišljal je, da bo sigurno prišel naslednji dan in ga ponižal pred otroki. Razjezil se je na učence, ki so se smejali. Iz šole se je napotil naravnost domov in se tam sčasoma nekoliko pomiril. Spraševal se je, ali nimajo ljudje drugega dela, kot da se ukvarjajo z njegovimi čevlji. Skušal je pozabiti, a ni mogel, saj si ni mogel privoščiti novih čevljev, ker ni imel denarja. Odšel je v krčmo, kjer so sedeli veljaki. Pil je in kazal krpo tovarišu Komarju. Zjutraj ga je poklical k sebi nadučitelj in mu ponudil nove čevlje, vendar jih ni hotel vzeti. Bil je slabe volje, zato si je zaželel žganje.

## Vir
Ivan Cankar. Krpa na čevlju. V: Ivan Cankar. Zbrano delo. Dvaindvajseta knjiga. Moje življenje. Grešnik Lenart. Črtice (1914). Ljubljana: DZS, 1975.